# DougDoug
DougDoug (* 18. Januar 1991, bürgerlich Douglas Scott Wreden) ist ein US-amerikanischer YouTuber, Twitch-Streamer und ehemaliger Hearthstone-Caster und -Produzent. Seine Videos und Stream drehen sich oft um selbsterstellte Herausforderungen in Videospielen, oft unter Einsatz von künstlicher Intelligenz, Modifikationen an den Spielen oder indem er seinem Twitch-Chat umfassende Kontrolle über das Spiel oder den Stream gibt. Im Jahr 2023 gewann er bei den Streamer Awards den "League of Their Own"-Preis.

## Karriere

### Esports
Wreden arbeitete als Programmierer für Electronic Arts, bevor er zur Hearthstone Championship Tour für ESL unter dem Online-Alias Gloudas wechselte. Anschließend arbeitete er für die Esports-Organisation Tempo Storm und war auch Produzent für die Hearthstone Trinity Series. Im März 2018 nahm er an Hearthstones "So you think you can cast?"-Wettbewerb teil.

### Streaming
Wreden wechselte zu Twitch und YouTube und trat dort unter dem Namen DougDoug auf. Im Oktober 2020 erlangte er mediale Aufmerksamkeit, als er Grand Theft Auto V auf Twitch streamte und seinen Zuschauern erlaubte, Befehle im Twitch-Chat einzugeben, die das Spiel beeinflussten. Im Januar 2022 erregte er erneut Aufmerksamkeit, als er einen Super Mario Odyssey "HUD Challenge"-Speedrun streamte und abschloss, bei dem sich alle fünf Minuten zusätzliche Benutzeroberflächen (HUDs) auf seinem Bildschirm ansammelten. Obwohl er die Herausforderung meisterte, konnte er sie nicht in unter einer Stunde, 11 Minuten und 21 Sekunden, seiner persönlichen Bestzeit ohne "HUD Challenge", abschließen.

### Spenden
Wreden hat jährlich Wohltätigkeitslivestreams veranstaltet, um Geld für das Monterey Bay Aquarium zu sammeln, seit dem 20. Geburtstag einer Seeotter im Aquarium namens Rosa. Diese Streams haben massiv zu Rosas Popularität beigetragen. Wreden und sein Twitch-Chat sammelten 273,1 € für Rosas 20. Geburtstag, 2.282,76 € für ihren 21. Geburtstag und 12.088,81 € für ihren 22. Geburtstag. Während seines 8 Stunden langen Streams zu Rosas 23. Geburtstag sammelten er und die Zuschauer über 88.985,75 €. Wreden veranstaltete zwei Streams zu Rosas 24. Geburtstag. Der erste Stream fand am 24. August 2023 statt, der zweite zwei Tage später am 26. August. Wreden und seine Community sammelten über 72.500,85 € im ersten Stream und über 183.384,51 € im zweiten Stream, was zu einem Gesamtergebnis von über 257.603,39 € führte. Insgesamt hat Wreden 361.233,72 € für das Monterey Bay Aquarium gesammelt. Obwohl Rosa mittlerweile verstorben ist, hat er angekündigt dieses Jahr eine weitere Spendenaktion durchzuführen.

## Persönliches
Wreden wurde am 18. Januar 1991 geboren. Er absolvierte die University of California, Berkeley mit einem Abschluss in Informatik. Früher lebte er im Bundesstaat Washington, zog jedoch im September 2023 nach Los Angeles, Kalifornien. Wreden ist der Bruder von Davey Wreden, dem Designer von The Stanley Parable und Regisseur von The Beginner’s Guide.

## Auszeichnungen
| Jahr | Preis                                       | Kategorie           | Ergebnis |
| ---- | ------------------------------------------- | ------------------- | -------- |
| 2023 | The Streamer Awards                         | League of Their Own | gewonnen |
| 2024 | Best Software and Game Development Streamer | nominiert           |          |